# Lothar Forcart
Lothar Hendrich Emil Wilhelm Forcart-Müller (* 10. Dezember 1902 in Basel; † 4. Juni 1990 ebenda) war ein Schweizer Malakologe, Zoologe und Herpetologe.

## Leben
Forcart war das vierte Kind von Rudolf und Anita Forcart-Bachofen. Sein Vater starb 1916. Bereits in seiner Kindheit interessierte er sich für die Natur und die Tierwelt. Nach seiner Schulzeit absolvierte er ein naturwissenschaftliches Studium mit Zoologie als Hauptfach. Auf Anraten von Friedrich Zschokke studierte er die Weichtiere der Graubündner- und angrenzenden italienischen Alpentäler, wobei er ein besonderes Interesse für das Problem der Wiederbesiedlung dieser Täler nach ihrer Vergletscherung während der Eiszeiten entwickelte. Während seines Studiums besuchte er Universitäten in Basel, Berlin und Cambridge. Seine Doktorarbeit verteidigte er bei Friedrich Zschokke.
Anschliessend war er sieben Jahre unter der Leitung von Hans Georg Stehlin und Fritz Sarasin als ehrenamtlicher Mitarbeiter am Naturhistorischen Museum Basel tätig.
Im Jahr 1936 unternahm er eine wissenschaftliche Reise in die asiatische Türkei, wo er an der damals wenig bekannten Schwarzmeerküste und im Landesinneren sammelte. Die darauf folgenden Veröffentlichungen führten zu viel zusätzlichem Material von anderen Forschern, das ihm zur Bestimmung zugesandt wurde. Eine Monographie über die türkischen Vielfraßschnecken war ein Ergebnis dieses Unterfangens.
Vom Dezember 1937 bis zu ihrem Tod im Oktober 1986 war Forcart mit Ann Müller verheiratet. Sie unternahmen zahlreiche Sammelreisen in die Alpen und nach Italien, auch in den damals touristisch kaum erschlossenen äußersten Süden.

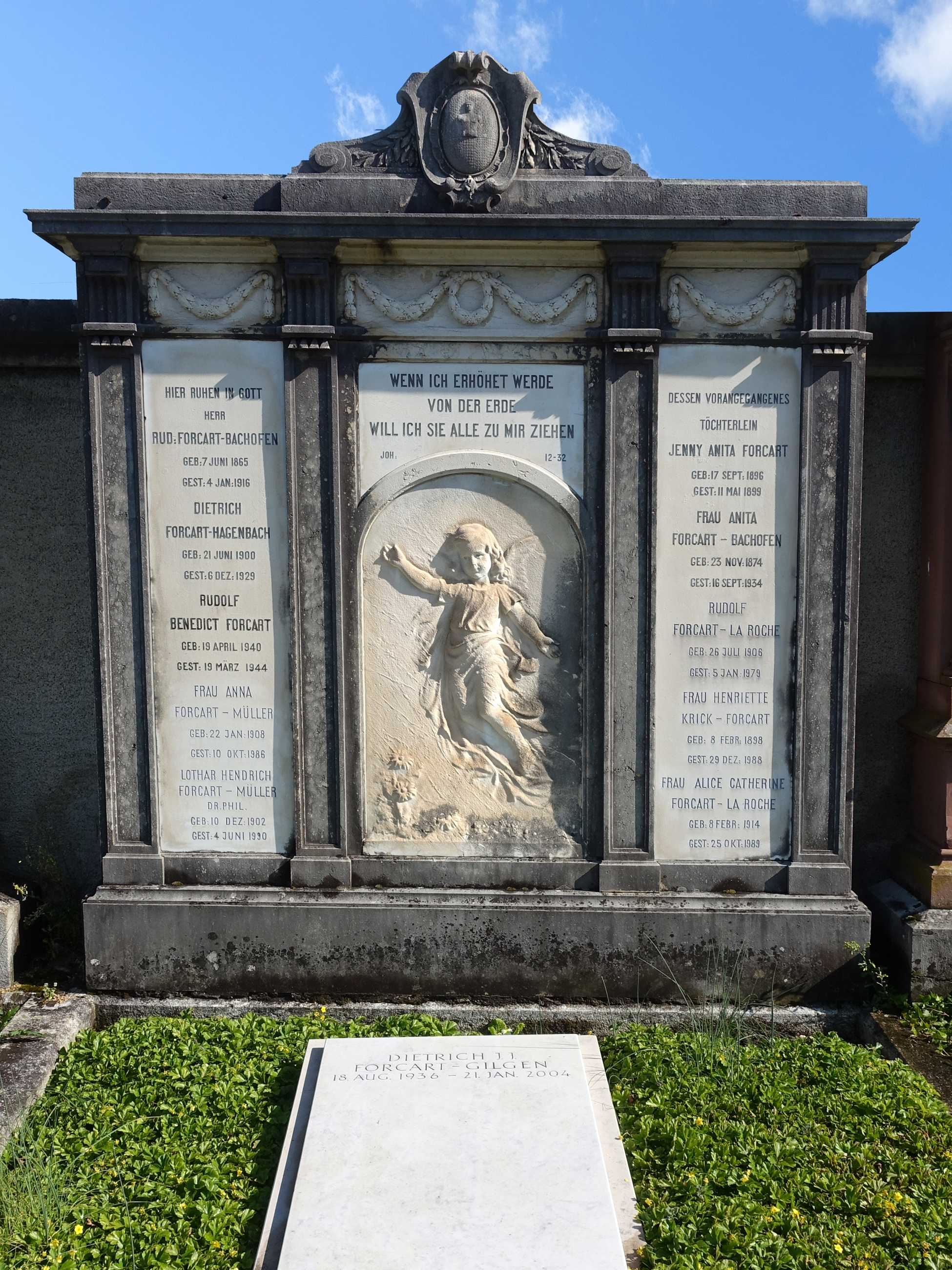
Familiengrab auf dem Wolfgottesacker in Basel

1938 wurde er Kurator und 1957 Leiter der Zoologischen Abteilung des Naturhistorischen Museums Basel. Sein Hauptanliegen war es, die zoologischen Sammlungen nach modernen Standards neu zu ordnen, zu katalogisieren und wissenschaftlich zu bearbeiten. 1956 wurde er zum Ehrenmitglied der Academy of Zoology in Agram, Indien, ernannt. 1962 wurde er Vorstandsmitglied der Deutschen Malakozoologischen Gesellschaft und er gehörte zu einer Gruppe von Forschern, die massgeblich an der Gründung der Unitas Malacologica Europaea in London beteiligt waren. 1967 wurde Forcart korrespondierendes Mitglied der Senckenbergischen Naturforschenden Gesellschaft in Frankfurt am Main, die ihn gleichzeitig mit der Cretzschmar-Medaille auszeichnete.
Forcart arbeitete an vielen Gruppen, insbesondere über afrikanische Veronicellidae, über die er eine Monographie veröffentlichte, Vitrinidae (insbesondere jene aus der Alpenregion), Perforatella, Trichia, Lehmannia, Columella, Zonitinae sowie die Mollusken des Nahen Ostens. Insgesamt widmete er sich in nahezu 140 Artikeln der Malakologie.
Nach seiner Pensionierung auf Ende 1967 verlegte Forcart seine Arbeitsstätte in sein Haus in Basel. 1968 lud ihn die Israelische Akademie der Wissenschaften ein, für das von ihr herausgegebene Werk Flora Palaestina den Abschnitt über die terrestrischen Mollusken zu bearbeiten. 1969 reiste er nach Israel, um das Land kennenzulernen und auch die in verschiedenen Institutionen vorhandenen Sammlungen zu begutachten. Seine wissenschaftliche Tätigkeit setzte er bis etwa 1986 fort. Forcart fand seine letzte Ruhestätte auf dem Wolfgottesacker in Basel.
Hinsichtlich der Herpetologie veröffentlichte er von 1946 bis 1966 acht Schriften, wobei er mit einem kommentierten Katalog über die Typusexemplare von Amphibien im Basler Naturkundemuseum begann. Er publizierte wichtige Sammelstudien von Schweizer Forschern, die im Iran (1950), Neuguinea (1953) und Sumba (1953) arbeiteten. Ferner veröffentlichte er Arbeiten zur Nomenklatur und Taxonomie von Schlangen. Er beschrieb die Froschart Nyctimystes flavomaculata (heute ein Synonym für Litoria darlingtoni (Loveridge, 1945)) und die Schlangenart Stegonotus sutteri. Seine letzte herpetologische Arbeit war ein Feldführer über die Amphibien der Region Basel, der 1986 in Zusammenarbeit mit Peter Brodmann-Kron entstand.
1942 führte er die Goldmull-Gattung Huetia ein.

## Dedikationsnamen
Nach Forcart sind die Taxa Aegopinella forcarti, Anulotaia forcarti, Bithynia forcarti, Deroceras forcarti, Deroceras lothari, Forcartia, Forcartiella, Illunellaria forcarti, Nuculana forcarti, Oxychilus forcartianus, Paludinella forcarti, Paramastus forcarti und Turanena forcartiana benannt.